# 小行星5429
小行星5429（英語：5429）是一颗围绕太阳公转的小行星。1988年1月25日，上田清二、金田宏在钏路市发现了此天体。
这颗小行星的绝对星等为299.5696294044803等。